# 夢想賢心流
夢想賢心流（むそうけんしんりゅう）とは、大山賢心が創始した捕手術を表芸とする総合武術の流派である。肥前国多久の武術。

## 歴史
流祖は大山賢心である。
夢想賢心流は、大山賢心が聖光寺（多久市多久町東ノ原）内の黒髪権現社に籠り、身を清め、断食し、神仏に祈りながら三日三晩修行して編み出した流派である。
貞享三年丙寅仲春（1686年）に大山賢心から嶋田彌五兵衛（夢想賢心流二代目）に伝わった。
貞享三年丙寅に創始したとする説もあるが、伝書に書かれている貞享三年という表記は弟子の嶋田が夢想賢心流を相伝した年であり、伝書には創始した年についての明確な日付は記されていない。このことから、創始されたのは貞享三年より前と考えられる。主に捕物、国境警備に従事していた者を中心に学ばれていた。多久の捕手術は、明治に入ってから殆どの流派が廃止となったが夢想賢心流は残った。

## 仕上げ式
50年に一度仕上げ式と呼ばれる極めて荘厳な儀式が行われていた。
一週間にわたって合宿生活を行う。その間は女人を近づけず肉食を禁じ、皆で修行に励み最後の日を待つ。朝六時、一斉に起床し清流に飛び入り水行して身を清め裸体のまま黒髪権現に参拝し、道場に帰って祭壇に祈願を行う。
竹矢来で囲った祭壇に摩利支天・不動明王・役小角を祀り、注連縄を張って幣を吊るし抜身の日本刀を交差しする。また道場の周囲に真榊を三間おきに立て、注連縄を張り12の燈明で祭壇を照らす。
夢想賢心流は1932年（昭和7年）の仕上げ式を最後に行われなくなった。

## 内容
抜刀、捕縛（捕手術）、剣術、棒術、捕縄術からなる。
罪人捕縛や国境警備、他藩に罪人を送る時や他藩からの罪人を取り押さえる時などに用いられた捕手術である。
年代や系統によって技の名称に若干の差異がみられる。

### 山田家の目録
抜刀之次第
眞胴、三人詰、膝引、間忍打、柄留、截捨
膝崩、突手、二人詰、極意真空剣
捕縛之次第
向捕、壁添、張合、三角捕
後捕、左右小咽落、矢矧捕、片手詰
小鬢詰、両人詰、笠下、引廻
奏者捕、梅折枝、巻手、前落
込添、腕折、白刄捕、後詰
剣術之次第
上段、下段、柄返、括棒太刀合、追掛、行合、
衣紋捕、振込、柄返(安政三）、朽木倒（安政三）
棒之次第
差合、堤棒、腰車、笠下
鶴足拂、芝引、前後詰、三人詰
十文字、打返
縄之次第
口伝

### 志久家の目録
居合之次第
眞胴、三人詰、膝引、間忍打、柄留、截捨
膝崩、突手、二人詰、極意真空剣
取手之次第
向捕、壁添、張合、三角捕
後捕、左右小咽落、矢矧捕、片手詰
小鬢詰、両人詰、惣捕
附
白刃捕、手棒詰、半棒詰、三尺詰
兵法之次第
上段、下段、柄掇、手棒太刀合
追掛、柄返、朽木倒、振込
棒之次第
差合、堤棒、腰車、笠下
鶴足拂、芝引、前後詰、三人詰
撃物之次第
口伝
縄之次第
口伝

## 系譜
夢想賢心流師家元は山田深右衛門、笹川忠太、志久勘兵衛である。
- 流祖:大山賢心
- 二代:嶋田彌五兵衛（1686年に継承する）
  - 山田深右衛門
    - 山田清兵衛
      - 山田深右衛門
        - 山田清兵衛福種
        - 黒岩秀助（文化十癸酉伝授）
          - 東嶋善兵衛
          - 梶原佐平(次）
            - 山田深右衛門福保（東嶋と梶原より学ぶ）
            - 筒井喜太郎（弘化二乙巳伝授）
            - 黒岩松太郎（安政二乙卯伝授）
            - 松尾喜左衛門（安政三丙辰伝授）
            - 辻紋太郎（元治二乙丑伝授）
              - 梶原儀平幸保
              - 深町形三郎（慶應二丙寅年伝授）
                - 山田清兵衛幸保
                  - 黒岩彌吉（明治二十四辛卯伝授）

          - 梶原深右衛門

    - 副島覚兵衛
      - 副島覚兵衛
        - 志久與兵衛用武
          - 志久辰三郎